# Otakar Pražák

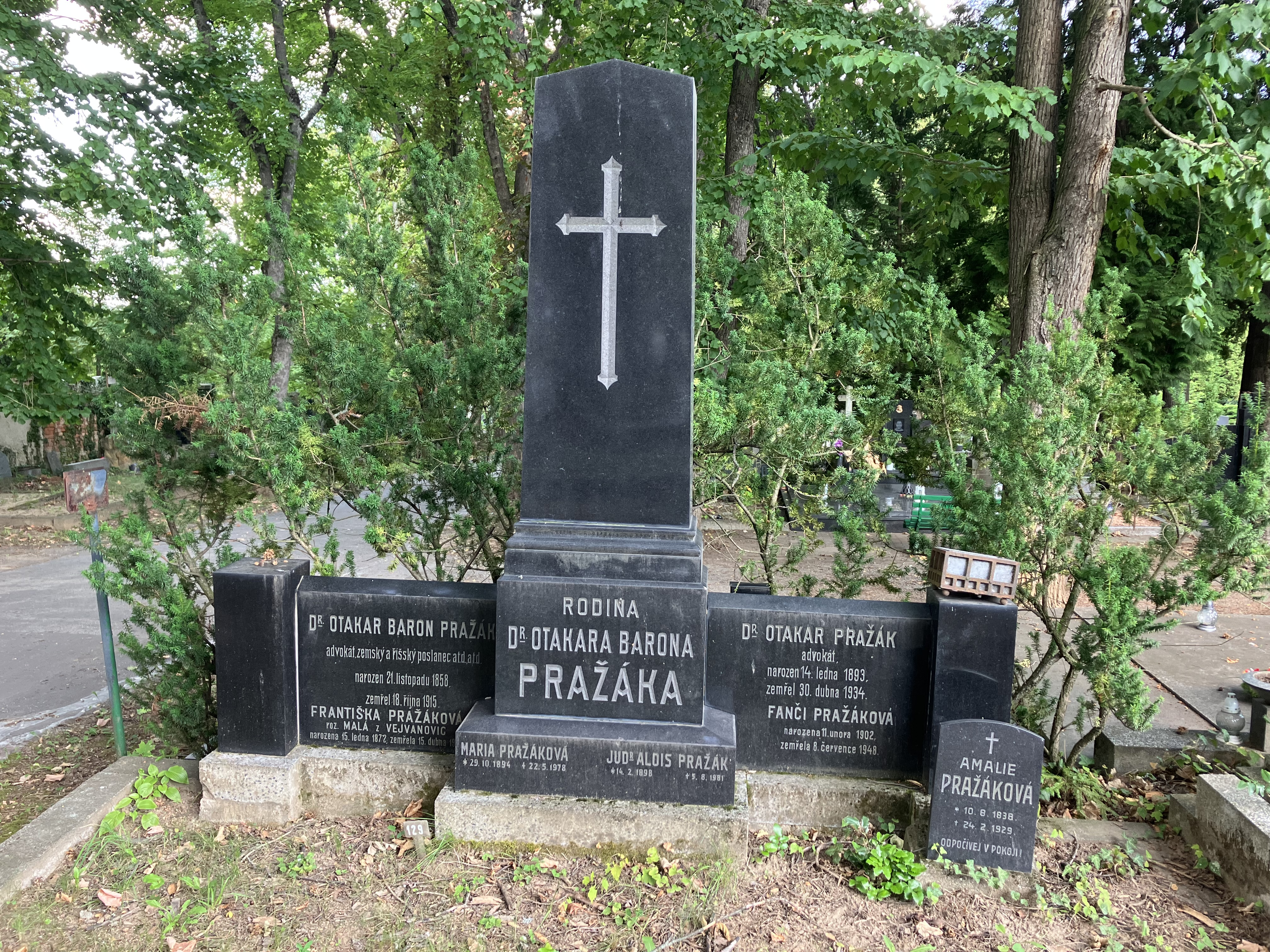
Hrob Otakara Pražáka

Otakar Pražák (21. listopadu 1858 Brno – 18. října 1915 Brno) byl rakouský a český právník a politik staročeské Moravské národní strany, na konci 19. a počátku 20. století poslanec Říšské rady a Moravského zemského sněmu.

## Biografie
Jeho otcem byl politik Alois Pražák, předák moravského křídla staročeské strany. Otakar vystudoval české gymnázium v Brně a práva na Vídeňské univerzitě. V roce 1883 mu byl na české univerzitě v Praze coby prvnímu studentovi po rozdělení školy na českou a německou univerzitu udělen titul doktor práv. Po soudní praxi se usadil v Brně, kde působil od roku 1887 jako advokát. Předtím byl koncipientem v brněnské kanceláři Františka Aloise Šroma.
Byl aktivní v politickém životě. Jeho otec byl dlouholetým předsedou Moravské národní strany (moravská obdoba staročechů) a po jeho smrti se koncem 90. let 19. století zařadil Otakar Pražák mezi nejužší vedení této formace a po jistou dobu byl i předsedou Národního klubu v Brně (faktické zemské ústředí této strany). Staročeskému proudu zůstal věrný i počátkem 20. století, kdy jejich vliv na Moravě upadal a omezoval se na několik jednotlivců.
Od roku 1890 až do své smrti zasedal na Moravském zemském sněmu, nejprve za obvod Kyjov. V zemských volbách roku 1902 sem byl opětovně zvolen za kurii městskou, obvod Kyjov, Bučovice, Vyškov, Strážnice. Mandát na sněmu získal i ve volbách roku 1906, za kurii městskou, český obvod Kyjov, Strážnice, Uh. Ostroh atd. Uspěl i ve volbách roku 1913, kdy Pražák byl spolu s Janem Žáčkem jedinými zvolenými staročeskými kandidáty (fakticky již jen jako samostatní kandidáti, protože staročeská stranická struktura na Moravě přestala po roce 1911 existovat). Podporovala je tehdy i Lidová strana na Moravě (Bulín) (moravská odnož mladočeské strany). Pražák pak na sněmu vstoupil do Klubu nezávislých poslanců, který tvořili poslední dva staročeši a mladočech Hynek Bulín. V letech 1908–1909 byl členem Moravského zemského výboru.
V letech 1897–1905 se podílel na moravských jednáních o vyrovnání mezi Čechy a Němci, v letech 1897–1899 byl členem vyrovnávacího výboru, v roce 1900 za vlády Ernesta von Koerbera reprezentoval moravské etnicky české politiky při vyrovnávacích česko-německých konferencích, v období let 1902–1905 byl členem stálého výboru Moravského zemského sněmu a roku 1905 členem sněmovního výboru pro volební reformu. Výsledkem těchto aktivit bylo takzvané Moravské vyrovnání.
Na konci 19. století se zapojil i do celostátní politiky v rámci staročeské Moravské národní strany. Ve volbách do Říšské rady roku 1897 se stal poslancem Říšské rady (celostátní zákonodárný sbor) za kurii venkovských obcí, obvod Hustopeče, Kyjov atd. Za týž obvod uspěl i ve volbách do Říšské rady roku 1901. Mandát obhájil také ve volbách do Říšské rady roku 1907, konaných poprvé podle všeobecného a rovného volebního práva, kdy se stal poslancem za český obvod Morava 30. Usedl do poslanecké frakce Český klub (širší aliance českých, národně-konzervativních a liberálních subjektů). Ve volbách do Říšské rady roku 1911 se snažil o opětovné zvolení, ale nebyl úspěšný.
Byl dlouhodobým podporovatelem výstavby Národního divadla v Brně a založení české univerzity na Moravě; předsedal moravské sekci České národní rady. V Brně byl aktivní v mnoha místních českých spolcích a byl členem advokátní a obchodní komory. Získal šlechtický titul (rytíř). 30. listopadu 1903 mu město Podivín udělilo čestné občanství za zásluhy o zřízení měšťanské školy.
Zemřel v říjnu 1915 po delší nemoci (rakovina konečníku). Pohřben byl na ústředním hřbitově v Brně, sk. 60, hr. 129-131.

## Rodina
V roce 1890 se v Brně oženil s baronkou Františkou Malou (1872–1952), dcerou prezidenta zemského soudu v Brně barona Vincence Malého. Z jejich manželství se narodilo pět dětí. Starší syn Otakar Alois (1893–1934) působil jako advokát a zemřel následkem úrazu. Mladší syn Alois Jaroslav Pražák (1898–1981) byl také právníkem, za druhé světové války se zapojil do protifašistického odboje a v roce 1948 emigroval do Austrálie. 
Otakarův starší bratr Vladimír (1852–1927) byl státním úředníkem a radou na ministerstvu vnitra. Švagr Hugo von Klobus (1840–1906) byl generálem v rakousko-uherské armádě a v letech 1902–1905 zemským velitelem v Chorvatském království.